# Anja Van Mensel
Anja Van Mensel es un productor de televisión y director de producción.

## Filmografía
| Año           | Título                                   | Puesto                   | Ref.   |
| ------------- | ---------------------------------------- | ------------------------ | ------ |
| 2006          | K3 en het ijsprinsesje                   | Productor                | [ 1 ]  |
| 2007          | Especial: 10 jaar Plop                   | Supervisor de producción | [ 2 ]  |
| 2007          | Spring                                   | Supervisor de producción | [ 3 ]  |
| 2008          | Anubis: Het pad der 7 zonden             | Supervisor de producción | [ 4 ]  |
| 2008          | Piet Piraat                              | Productor                | [ 5 ]  |
| 2008          | Piet Piraat en het zwaard van Zilvertand | Productor                | [ 6 ]  |
| 2009          | Plop en de kabouterbaby                  | Productor ejecutivo      | [ 7 ]  |
| 2009          | Anubis en de wraak van Arghus            | Productor ejecutivo      | [ 8 ]  |
| 2010          | Mega Toby                                | Productor ejecutivo      | [ 9 ]  |
| 2010          | Especial: Plop en de kabouter paashaas   | Productor ejecutivo      | [ 10 ] |
| 2011-presente | House of Anubis                          | Productor ejecutivo      | [ 11 ] |